# سكيل دي بروكسل لكرة القدم
سكيل فوتبول كلوب دي بروكسل (Skill Football Club de Bruxelles) هو نادي كرة قدم بلجيكي سابق، تأسس عام 1896 وانحل عام 1902 بعد اندماجه مع دارينغ كلوب دي بروكسل. لعب الفريق في الدوري البلجيكي في الفترة بين عامي 1899 و1902، وأنهى المواسم في المراكز السادس (والأيخر دون أي نقطة، لكنه لم يهبط) والخامس (من أصل 9) والخامس (من أصل 6) على الترتيب.